# 台北國泰萬怡酒店
台北國泰萬怡酒店（英語：Courtyard by Marriott Taipei Downtown）位於台北市中山區國泰民生建國大樓，同時擁有美國LEED黃金級和台灣鑽石級綠建築標章。國泰飯店觀光事業首度和萬豪國際合作，由萬怡酒店經營管理，也是首家萬豪國際萬怡酒店品牌直營店。共有227間客房，2019年3月11日正式開幕。

## 大眾運輸

### 鐵路運輸
```
臺北捷運
```

- 中和新蘆線：行天宮站

## 外部連結
- 台北國泰萬怡酒店 （页面存档备份，存于）